# Oxyomus sylvestris
Oxyomus sylvestris  (лат.) — вид пластинчатоусых жуков из подсемейства афодин. Распространён в Европе, на Кавказе, Малой и Средней Азии, интродуцирован в Северную Америку. Обитают в навозе одомашненных животных.
Имаго длиной 2,5—3 мм. Тело матово-чёрное или бурое. Надкрылья с тонкими бороздками, промежутки которых с двумя рядами зёрнышек.